# Lamellibrachia columna
Lamellibrachia columna är en ringmaskart som beskrevs av Southward 1991. Lamellibrachia columna ingår i släktet Lamellibrachia och familjen skäggmaskar. Inga underarter finns listade i Catalogue of Life.